# Przygody Charlotte Holmes
Przygody Charlotte Holmes (jap. 女王陛下のプティアンジェ Joô Heika no Petit Ange) – japoński serial anime wyprodukowany w latach 1977–1978 przez Nippon Animation w reżyserii Fumio Kurokawa. W Polsce emitowany był na kanałach Nasza TV, TMT I TV Niepokalanów.

## Fabuła
Serial anime opisuje przygody 12-letniej dziewczyny imieniem Angie, która jest siostrzenicą Sherlocka Holmesa i rozwiązuje zagadki detektywistyczne.

## Obsada (głosy)
- Keiko Han – Angie
- Hiroko Kikuchi – Poppins
- Ichirō Nagai – Jackson
- Kaneta Kimotsuki – Benjamin
- Kazuyuki Sogabe – Michael
- Miyoko Asou – Barbara
- Seiko Nakano – Frank
- Takeshi Aono – Roger
- Tetsuo Mizoturi – Alfred
- Toku Nishio – Jimmy
- Yōko Asagami – Helen
- Yūji Fujishiro – Hirari